# Phantomsmasher
I Phantomsmasher (in precedenza noti anche con il nome di Atomsmasher, OLD e Solarussono) sono un gruppo grindcore sperimentale, il cui frontman è il musicista James Plotkin.
La band ha un contratto con la casa discografica Ipecac Recordings dal 2002 ed è attualmente al lavoro per un terzo album.
I Phantomsmasher, formalmente riconosciuti come band di musica elettronica, per via del largo impiego della strumentazione digitale, hanno sempre più evoluto il proprio stile incorporando elementi di grindcore, hardcore, noise e post rock, con un bassissimo uso di voci, perlopiù distorte con un vocoder.

## Storia
La figura di spicco del gruppo è il musicista James Plotkin, compositore e produttore della band, che nel corso degli anni, dopo svariate collaborazioni con diversi musicisti come Franz Treichler, Michael Gira, Mick Harris, e John Zorn, ed essere stato membro di diversi gruppi come Scorn, Old, Khanate e Death Ambient ha dato vita a questo progetto insieme a DJ Speedranch, e Dave Witte, già batterista dei Municipal Waste, Melt-Banana, Agoraphobic Nosebleed e Discordance Axis. Hanno pubblicato l'omonimo album di esordio, sotto il nome di Atomsmasher, sotto la Hydra Head Records. La band, agli inizi ha mostrato un sound più vicino al math rock e al noise, sempre strumentale, e l'album vede la partecipazione di Mick Harris, noto per essere stato membro di Napalm Death e Extreme Noise Terror e di K.K. Null, cospicuo musicista noise giapponese.
Nel 2002, la band ha cambiato nome in favore di quello attuale e firma un contratto con Ipecac Records di Mike Patton, pubblicando il secondo album omonimo. L'album presenta delle sonorità che si avvicinano maggiormente al grindcore e all'elettronica, senza allontanarsi dal sound dei precedenti lavori.
Verso agosto del 2008, la band ha lasciato per inciso sul proprio sito web di essere al lavoro su un terzo album.

## Formazione
- James Plotkin - chitarra, basso, tastiere
- DJ Speedranch - voce, sintetizzatori
- Dave Witte - batteria

## Discografia

### Album in studio
- 2000 - Atomsmasher (Hydra Head Records)
- 2002 - Phantomsmasher (Ipecac Recordings)

### Split
- 2003 - Podsjfkj Pojid Poa / Oisdjoks (con Venetian Snares, Hydra Head Records)

### Videoclip
- Thunderspit (da Atomsmasher)